# Elek Károly
Elek Károly (Nagykároly, 1935. április 6. – 2022. június 3.) erdélyi magyar táncos-komikus színész.

## Életpályája
Harmincöt évig volt a Kolozsvári Állami Magyar Opera tagja, kezdetben énekkari tag, majd táncos-komikus. Nemcsak Kolozsváron volt a közönség kedvence, hanem Erdély más városaiban is, ahol a kolozsvári magyar opera a legínségesebb időkben is megfordult, rendszeresen tartott előadásokat. 
Az 1990-es években operett-gálaműsorokkal szerepelt az Amerikai Egyesült Államokban, Kanadában és Izraelben. 2010. április 7-én a kolozsvári magyar operában rendkívüli előadást tartottak 75. születésnapja alkalmából. Élete végén Szegeden élt.

## Főbb szerepei
- Erkel Ferenc: Névtelen hősök, Icig (Mózsi)
- Kálmán Imre–Julius Brammer–Alfred Grünwald: Marica grófnő, Kudelka bácsi
- Venczel Péter: Mátyás a vérpadon, Guthi
- Szirmai Albert–Bakonyi Károly–Gábor Andor: Mágnás Miska, Miskalovász
- Kodály Zoltán: Háry János, Napóleon diák
- Katona József: Bánk bán, békétlen
- Martos Ferenc–Huszka Jenő: Lili bárónő, Malomszeghy báró
- Kálmán Imre–Julius Brammer – Alfred Grünwald: A cirkuszhercegnő, Tóni Schlumberger
- Huszka Jenő–Martos Ferenc: Gül baba, Mujkócigány
- ifj. Johann Strauss: A denevér, Froschfegyőr
- Gherase Dendrino: Lysistráté, Jupiter
- ifj. Johann Strauss: A cigánybáró, Ottokár Mirabella fia
- Ábrahám Pál–Alfred Grünwald: Hawaii rózsája, Buffya kormányzó titkára
- Hary Béla: Farsang, gyakornok